# Europees kampioenschap voetbal mannen onder 19 - 2022 (kwalificatie)
Het kwalificatietoernooi voor het Europees kampioenschap voetbal onder 19 voor mannen was een toernooi dat duurt van 6 oktober 2021 tot en met 7 juni 2022. Dit toernooi zou bepalen welke 7 landen zich kwalificeerden voor het Europees kampioenschap voetbal mannen onder 19 van 2022. 
Slowakije hoefde niet aan dit toernooi mee te doen, omdat dit land als gastland direct gekwalificeerd is voor het hoofdtoernooi.

## Format
De UEFA besloot aanvankelijk om een nieuw format te gebruiken voor het kwalificatietoernooi voorafgaand aan het hoofdtoernooi. Dit format zou worden gebruikt in 2022 en 2023. In dit nieuwe format zouden er gedurende twee jaar (van de herfst 2020 tot de lente 2022) wedstrijden gespeeld worden. De deelnemende landen zouden worden verdeeld in 3 divisies waaruit gepromoveerd en gedegradeerd kan worden. Een vergelijkbare opmaak zoals bij de UEFA Nations League. De UEFA besloot echt dat deze nieuwe werkwijze pas ingaat in 2023, dit vanwege de coronapandemie. Voor de editie in 2022 zou uiteindelijk hetzelfde format worden gebruikt als in de jaren ervoor.
In totaal zouden er 54 van de 55 UEFA-leden deelnemen aan het kwalificatietoernooi. Het toernooi bestaat uit twee rondes, de kwalificatieronde en de eliteronde. Uiteindelijk zullen zeven landen zich kwalificeren voor het hoofdtoernooi. 
- Kwalificatieronde (6 oktober – 16 november 2021)
- Eliteronde (23 maart – 7 juni 2022)

## Gekwalificeerde landen
| # | Land       | Gekwalificeerd als          | Eerdere deelnames                                          |
| - | ---------- | --------------------------- | ---------------------------------------------------------- |
| 1 | Slowakije  | Gastland                    | 2002                                                       |
| 2 | Israël     | Eliteronde: Winnaar groep 1 | 2014                                                       |
| 3 | Frankrijk  | Eliteronde: Winnaar groep 2 | 2003, 2005, 2007, 2009, 2010, 2013, 2015, 2016, 2018, 2019 |
| 4 | Engeland   | Eliteronde: Winnaar groep 3 | 2002, 2003, 2005, 2008, 2009, 2010, 2012, 2016, 2017, 2018 |
| 5 | Roemenië   | Eliteronde: Winnaar groep 4 | 2011                                                       |
| 7 | Italië     | Eliteronde: Winnaar groep 5 | 2003, 2004, 2008, 2010, 2016, 2018, 2019                   |
| 8 | Servië     | Eliteronde: Winnaar groep 6 | 2005, 2007, 2009, 2011, 2012, 2013, 2014                   |
| 6 | Oostenrijk | Eliteronde: Winnaar groep 7 | 2003, 2006, 2007, 2010, 2014, 2015, 2016                   |

Vetgedrukt betekent dat dit land kampioen werd in dat jaar.

## Loting
De loting voor de kwalificatieronde werd gehouden op 3 december 2019 om 10:00 (UTC+1) op het hoofdkantoor van de UEFA in Nyon, Zwitserland. Bij de loting werden de landen verdeeld en bij die verdeling werd rekening gehouden met de resultaten in de voorgaande toernooien:
- Europees kampioenschap voetbal mannen onder 19 van 2016 en kwalificatietoernooi
- Europees kampioenschap voetbal mannen onder 19 van 2017 en kwalificatietoernooi
- Europees kampioenschap voetbal mannen onder 19 van 2018 en kwalificatietoernooi
- Europees kampioenschap voetbal mannen onder 19 van 2019 en kwalificatietoernooi

Bij de loting werd uit iedere pot een land getrokken waardoor er vier landen in één groep terecht komen. Sommige landen konden om politieke redenen niet tegen elkaar loten. Het gaat om Spanje en Gibraltar, Oekraïne en Rusland, Servië en Kosovo, Rusland en Kosovo en Bosnië en Herzegovina tegen Kosovo. 
| Team      | Coëfficiënt | Ranking |
| --------- | ----------- | ------- |
| Slowakije | 10.167      | —       |

| Team     | Coëfficiënt | Ranking |
| -------- | ----------- | ------- |
| Portugal | 29.389      | 1       |

| Team       | Coëfficiënt | Ranking |
| ---------- | ----------- | ------- |
| Frankrijk  | 23.778      | 2       |
| Engeland   | 23.000      | 3       |
| Italië     | 21.889      | 4       |
| Nederland  | 16.778      | 5       |
| Tsjechië   | 16.722      | 6       |
| Spanje     | 16.222      | 7       |
| Duitsland  | 15.833      | 8       |
| Oekraïne   | 14.389      | 9       |
| Ierland    | 13.278      | 10      |
| Noorwegen  | 12.611      | 11      |
| Turkije    | 12.611      | 12      |
| Oostenrijk | 11.833      | 13      |
| Kroatië    | 11.611      | 14      |

| Team        | Coëfficiënt | Ranking |
| ----------- | ----------- | ------- |
| Griekenland | 11.000      | 15      |
| België      | 10.667      | 16      |
| Zweden      | 10.278      | 17      |
| Servië      | 10.167      | 18      |
| Polen       | 10.167      | 19      |
| Schotland   | 9.833       | 20      |
| Israël      | 9.833       | 21      |
| Bulgarije   | 9.722       | 22      |
| Hongarije   | 9.167       | 23      |
| Roemenië    | 8.833       | 24      |
| Denemarken  | 8.833       | 25      |
| Slovenië    | 8.167       | 26      |
| Georgië     | 7.833       | 27      |

| Team                  | Coëfficiënt | Ranking |
| --------------------- | ----------- | ------- |
| Rusland               | 7.333       | 28      |
| Finland               | 7.333       | 29      |
| Zwitserland           | 7.000       | 30      |
| Bosnië en Herzegovina | 6.667       | 31      |
| Cyprus                | 5.333       | 32      |
| Wales                 | 5.000       | 33      |
| Letland               | 4.667       | 34      |
| IJsland               | 4.667       | 35      |
| Azerbeidzjan          | 4.500       | 36      |
| Noord-Macedonië       | 4.333       | 37      |
| Noord-Ierland         | 4.333       | 38      |
| Wit-Rusland           | 4.333       | 39      |
| Armenië               | 3.667       | 40      |

| Team       | Coëfficiënt | Ranking |
| ---------- | ----------- | ------- |
| Montenegro | 3.333       | 41      |
| Kosovo     | 3.167       | 42      |
| Malta      | 2.333       | 43      |
| Albanië    | 2.000       | 44      |
| Kazachstan | 1.667       | 45      |
| Andorra    | 1.667       | 46      |
| Luxemburg  | 1.667       | 47      |
| Moldavië   | 1.333       | 48      |
| Estland    | 1.333       | 49      |
| Faeröer    | 1.333       | 50      |
| Litouwen   | 1.000       | 51      |
| Gibraltar  | 0.333       | 52      |
| San Marino | 0.000       | 53      |

| Liechtenstein |

## Kwalificatieronde

### Groep 1
De wedstrijden werden gespeeld tussen 10 en 16 november 2021 in Zweden.
| Pos | Team        | Wed | W | G | V | Ptn | DV | DT | +/− | Kwalificatie                  |   | ENG | SWE | SUI | AND |
| --- | ----------- | --- | - | - | - | --- | -- | -- | --- | ----------------------------- | - | --- | --- | --- | --- |
| 1   | Engeland    | 3   | 2 | 1 | 0 | 7   | 6  | 0  | +6  | Geplaatst voor de eliteronde. |   | —   | 2–0 | 0–0 | 4–0 |
| 2   | Zweden      | 3   | 2 | 0 | 1 | 6   | 4  | 3  | +1  | Geplaatst voor de eliteronde. |   | —   | —   | 2–1 | 2–0 |
| 3   | Zwitserland | 3   | 1 | 1 | 1 | 4   | 7  | 2  | +5  |                               |   | —   | —   | —   | 6–0 |
| 4   | Andorra     | 3   | 0 | 0 | 3 | 0   | 0  | 12 | −12 |                               | — | —   | —   | —   |     |

### Groep 2
De wedstrijden werden gespeeld tussen 10 en 16 november 2021 in Griekenland.
| Pos | Team        | Wed | W | G | V | Ptn | DV | DT | +/− | Kwalificatie                  |   | RUS | GER | GRE | FAR |
| --- | ----------- | --- | - | - | - | --- | -- | -- | --- | ----------------------------- | - | --- | --- | --- | --- |
| 1   | Rusland     | 3   | 3 | 0 | 0 | 9   | 9  | 1  | +8  | Geplaatst voor de eliteronde. |   | —   | 3–1 | 1–0 | 5–0 |
| 2   | Duitsland   | 3   | 1 | 1 | 1 | 4   | 6  | 5  | +1  | Geplaatst voor de eliteronde. |   | —   | —   | 1–1 | 4–1 |
| 3   | Griekenland | 3   | 0 | 2 | 1 | 2   | 1  | 2  | −1  |                               |   | —   | —   | —   | 0–0 |
| 4   | Faeröer     | 3   | 0 | 1 | 2 | 1   | 1  | 9  | −8  |                               | — | —   | —   | —   |     |

### Groep 3
De wedstrijden werden gespeeld tussen 6 en 12 oktober 2021 in Hongarije.
| Pos | Team        | Wed | W | G | V | Ptn | DV | DT | +/− | Kwalificatie                  |   | HUN | AUT | BLR | EST |
| --- | ----------- | --- | - | - | - | --- | -- | -- | --- | ----------------------------- | - | --- | --- | --- | --- |
| 1   | Hongarije   | 3   | 2 | 1 | 0 | 7   | 5  | 2  | +3  | Geplaatst voor de eliteronde. |   | —   | 1–1 | 2–1 | 2–0 |
| 2   | Oostenrijk  | 3   | 1 | 2 | 0 | 5   | 6  | 2  | +4  | Geplaatst voor de eliteronde. |   | —   | —   | 1–1 | 4–0 |
| 3   | Wit-Rusland | 3   | 1 | 1 | 1 | 4   | 3  | 3  | 0   |                               |   | —   | —   | —   | 1–0 |
| 4   | Estland     | 3   | 0 | 0 | 3 | 0   | 0  | 7  | −7  |                               | — | —   | —   | —   |     |

### Groep 4
De wedstrijden werden gespeeld tussen 10 en 16 november 2021 in Israël.
| Pos | Team      | Wed | W | G | V | Ptn | DV | DT | +/− | Kwalificatie                  |   | NED | ISR | CYP | MDA |
| --- | --------- | --- | - | - | - | --- | -- | -- | --- | ----------------------------- | - | --- | --- | --- | --- |
| 1   | Nederland | 3   | 3 | 0 | 0 | 9   | 13 | 1  | +12 | Geplaatst voor de eliteronde. |   | —   | 4–1 | 5–0 | 4–0 |
| 2   | Israël    | 3   | 2 | 0 | 1 | 6   | 8  | 4  | +4  | Geplaatst voor de eliteronde. |   | —   | —   | 1–0 | 6–0 |
| 3   | Cyprus    | 3   | 0 | 1 | 2 | 1   | 2  | 8  | −6  |                               |   | —   | —   | —   | 2–2 |
| 4   | Moldavië  | 3   | 0 | 1 | 2 | 1   | 2  | 12 | −10 |                               | — | —   | —   | —   |     |

### Groep 5
De wedstrijden werden gespeeld tussen  6 en 12 oktober 2021 in Polen.
| Pos | Team     | Wed | W | G | V | Ptn | DV | DT | +/− | Kwalificatie                  |   | UKR | FIN | POL | MLT |
| --- | -------- | --- | - | - | - | --- | -- | -- | --- | ----------------------------- | - | --- | --- | --- | --- |
| 1   | Oekraïne | 3   | 2 | 1 | 0 | 7   | 8  | 5  | +3  | Geplaatst voor de eliteronde. |   | —   | 2–1 | 2–2 | 4–2 |
| 2   | Finland  | 3   | 2 | 0 | 1 | 6   | 5  | 3  | +2  | Geplaatst voor de eliteronde. |   | —   | —   | 3–1 | 1–0 |
| 3   | Polen    | 3   | 1 | 1 | 1 | 4   | 7  | 5  | +2  |                               |   | —   | —   | —   | 4–0 |
| 4   | Malta    | 3   | 0 | 0 | 3 | 0   | 2  | 9  | −7  |                               | — | —   | —   | —   |     |

### Groep 6
De wedstrijden werden gespeeld tussen 10 en 16 november 2021 in Bulgarije.
| Pos | Team                  | Wed | W | G | V | Ptn | DV | DT | +/− | Kwalificatie                  |   | BIH | IRL | MNE | BUL |
| --- | --------------------- | --- | - | - | - | --- | -- | -- | --- | ----------------------------- | - | --- | --- | --- | --- |
| 1   | Bosnië en Herzegovina | 3   | 2 | 1 | 0 | 7   | 7  | 1  | +6  | Geplaatst voor de eliteronde. |   | —   | 1–1 | 4–0 | 2–0 |
| 2   | Ierland               | 3   | 2 | 1 | 0 | 7   | 6  | 3  | +3  | Geplaatst voor de eliteronde. |   | —   | —   | 3–2 | 2–0 |
| 3   | Montenegro            | 3   | 1 | 0 | 2 | 3   | 3  | 7  | −4  |                               |   | —   | —   | —   | 1–0 |
| 4   | Bulgarije             | 3   | 0 | 0 | 3 | 0   | 0  | 5  | −5  |                               | — | —   | —   | —   |     |

### Groep 7
De wedstrijden werden gespeeld tussen 10 en 16 november 2021 in Albanië.
| Pos | Team            | Wed | W | G | V | Ptn | DV | DT | +/− | Kwalificatie                  |   | FRA | SRB | ALB | MKD |
| --- | --------------- | --- | - | - | - | --- | -- | -- | --- | ----------------------------- | - | --- | --- | --- | --- |
| 1   | Frankrijk       | 3   | 3 | 0 | 0 | 9   | 8  | 1  | +7  | Geplaatst voor de eliteronde. |   | —   | 2–1 | 4–0 | 2–0 |
| 2   | Servië          | 3   | 1 | 1 | 1 | 4   | 5  | 5  | 0   | Geplaatst voor de eliteronde. |   | —   | —   | 2–2 | 2–1 |
| 3   | Albanië         | 3   | 1 | 1 | 1 | 4   | 5  | 7  | −2  |                               |   | —   | —   | —   | 3–1 |
| 4   | Noord-Macedonië | 3   | 0 | 0 | 3 | 0   | 2  | 7  | −5  |                               | — | —   | —   | —   |     |

### Groep 8
De wedstrijden werden gespeeld tussen 10 en 16 november 2021 in Luxemburg.
| Pos | Team         | Wed | W | G | V | Ptn | DV | DT | +/− | Kwalificatie                  |   | BEL | ESP | AZE | LUX |
| --- | ------------ | --- | - | - | - | --- | -- | -- | --- | ----------------------------- | - | --- | --- | --- | --- |
| 1   | België       | 3   | 2 | 1 | 0 | 7   | 12 | 4  | +8  | Geplaatst voor de eliteronde. |   | —   | 2–2 | 5–1 | 5–1 |
| 2   | Spanje       | 3   | 2 | 1 | 0 | 7   | 10 | 3  | +7  | Geplaatst voor de eliteronde. |   | —   | —   | 6–0 | 2–1 |
| 3   | Azerbeidzjan | 3   | 1 | 0 | 2 | 3   | 3  | 11 | −8  |                               |   | —   | —   | —   | 2–0 |
| 4   | Luxemburg    | 3   | 0 | 0 | 3 | 0   | 2  | 9  | −7  |                               | — | —   | —   | —   |     |

### Groep 9
De wedstrijden werden gespeeld tussen 10 en 16 november 2021 in Turkije.
| Pos | Team       | Wed | W | G | V | Ptn | DV | DT | +/− | Kwalificatie                  |   | TUR | ROU | LAT | SMR |
| --- | ---------- | --- | - | - | - | --- | -- | -- | --- | ----------------------------- | - | --- | --- | --- | --- |
| 1   | Turkije    | 3   | 3 | 0 | 0 | 9   | 9  | 3  | +6  | Geplaatst voor de eliteronde. |   | —   | 4–1 | 2–1 | 3–1 |
| 2   | Roemenië   | 3   | 2 | 0 | 1 | 6   | 7  | 4  | +3  | Geplaatst voor de eliteronde. |   | —   | —   | 1–0 | 5–0 |
| 3   | Letland    | 3   | 1 | 0 | 2 | 3   | 3  | 3  | 0   |                               |   | —   | —   | —   | 2–0 |
| 4   | San Marino | 3   | 0 | 0 | 3 | 0   | 1  | 10 | −9  |                               | — | —   | —   | —   |     |

### Groep 10
De wedstrijden werden gespeeld tussen  6 en 12 oktober 2021 in Noorwegen.
| Pos | Team      | Wed | W | G | V | Ptn | DV | DT | +/− | Kwalificatie                  |   | GEO | NOR | WAL | KOS |
| --- | --------- | --- | - | - | - | --- | -- | -- | --- | ----------------------------- | - | --- | --- | --- | --- |
| 1   | Georgië   | 3   | 2 | 1 | 0 | 7   | 2  | 0  | +2  | Geplaatst voor de eliteronde. |   | —   | 1–0 | 0–0 | 1–0 |
| 2   | Noorwegen | 3   | 2 | 0 | 1 | 6   | 8  | 1  | +7  | Geplaatst voor de eliteronde. |   | —   | —   | 5–0 | 3–0 |
| 3   | Wales     | 3   | 1 | 1 | 1 | 4   | 3  | 5  | −2  |                               |   | —   | —   | —   | 3–0 |
| 4   | Kosovo    | 3   | 0 | 0 | 3 | 0   | 0  | 7  | −7  |                               | — | —   | —   | —   |     |

### Groep 11
De wedstrijden werden gespeeld tussen 10 en 16 november 2021 in Kroatië.
| Pos | Team      | Wed | W | G | V | Ptn | DV | DT | +/− | Kwalificatie                  |  | CRO | ARM | SCO | GIB |
| --- | --------- | --- | - | - | - | --- | -- | -- | --- | ----------------------------- |  | --- | --- | --- | --- |
| 1   | Kroatië   | 3   | 2 | 1 | 0 | 7   | 10 | 1  | +9  | Geplaatst voor de eliteronde. |  | —   | 2–0 | 1–1 | 7–0 |
| 2   | Armenië   | 3   | 2 | 0 | 1 | 6   | 4  | 4  | 0   | Geplaatst voor de eliteronde. |  | —   | —   | 3–2 | 1–0 |
| 3   | Schotland | 3   | 1 | 1 | 1 | 4   | 6  | 4  | +2  | Geplaatst voor de eliteronde. |  | —   | —   | —   | 3–0 |
| 4   | Gibraltar | 3   | 0 | 0 | 3 | 0   | 0  | 11 | −11 |                               |  | —   | —   | —   | —   |

### Groep 12
De wedstrijden werden gespeeld tussen  6 en 12 oktober 2021 in Slovenië. 
| Pos | Team     | Wed | W | G | V | Ptn | DV | DT | +/− | Kwalificatie                  |   | ITA | ISL | LTU | SLO |
| --- | -------- | --- | - | - | - | --- | -- | -- | --- | ----------------------------- | - | --- | --- | --- | --- |
| 1   | Italië   | 3   | 3 | 0 | 0 | 9   | 8  | 1  | +7  | Geplaatst voor de eliteronde. |   | —   | 3–0 | 2–0 | 3–1 |
| 2   | IJsland  | 3   | 2 | 0 | 1 | 6   | 5  | 5  | 0   | Geplaatst voor de eliteronde. |   | —   | —   | 2–1 | 3–1 |
| 3   | Litouwen | 3   | 0 | 1 | 2 | 1   | 2  | 5  | −3  |                               |   | —   | —   | —   | 1–1 |
| 4   | Slovenië | 3   | 0 | 1 | 2 | 1   | 3  | 7  | −4  |                               | — | —   | —   | —   |     |

### Groep 13
De wedstrijden werden gespeeld tussen 6 en 12 oktober 2021 in Tsjechië. 
| Pos | Team          | Wed | W | G | V | Ptn | DV | DT | +/− | Kwalificatie                  |   | DEN | CZE | NIR | KAZ |
| --- | ------------- | --- | - | - | - | --- | -- | -- | --- | ----------------------------- | - | --- | --- | --- | --- |
| 1   | Denemarken    | 3   | 2 | 1 | 0 | 7   | 8  | 3  | +5  | Geplaatst voor de eliteronde. |   | —   | 1–1 | 2–0 | 5–2 |
| 2   | Tsjechië      | 3   | 2 | 1 | 0 | 7   | 6  | 1  | +5  | Geplaatst voor de eliteronde. |   | —   | —   | 2–0 | 3–0 |
| 3   | Noord-Ierland | 3   | 1 | 0 | 2 | 3   | 2  | 5  | −3  |                               |   | —   | —   | —   | 2–1 |
| 4   | Kazachstan    | 3   | 0 | 0 | 3 | 0   | 3  | 10 | −7  |                               | — | —   | —   | —   |     |

### Ranking nummers 3
Om te bepalen welk van de landen die derde zijn beëindigd zich kwalificeert voor de eliteronde werd onderstaande ranking gebruikt. Hierin zijn alleen de resultaten verwerkt tegen de nummer 1 en 2 uit de poule. Uiteindelijk kwalificeert Schotland zich, omdat dit land bovenaan de ranking stond.
| Pos | Team          | Wed | W | G | V | Ptn | DV | DT | +/− | Kwalificatie                  |
| --- | ------------- | --- | - | - | - | --- | -- | -- | --- | ----------------------------- |
| 1   | Schotland     | 2   | 0 | 1 | 1 | 1   | 3  | 4  | −1  | Geplaatst voor de eliteronde. |
| 2   | Wit-Rusland   | 2   | 0 | 1 | 1 | 1   | 2  | 3  | −1  |                               |
| 3   | Zwitserland   | 2   | 0 | 1 | 1 | 1   | 1  | 2  | −1  |                               |
| 4   | Griekenland   | 2   | 0 | 1 | 1 | 1   | 1  | 2  | −1  |                               |
| 5   | Polen         | 2   | 0 | 1 | 1 | 1   | 3  | 5  | −2  |                               |
| 6   | Albanië       | 2   | 0 | 1 | 1 | 1   | 2  | 6  | −4  |                               |
| 7   | Wales         | 2   | 0 | 1 | 1 | 1   | 0  | 5  | −5  |                               |
| 8   | Letland       | 2   | 0 | 0 | 2 | 0   | 1  | 3  | −2  |                               |
| 9   | Litouwen      | 2   | 0 | 0 | 2 | 0   | 1  | 4  | −3  |                               |
| 10  | Noord-Ierland | 2   | 0 | 0 | 2 | 0   | 0  | 4  | −4  |                               |
| 11  | Montenegro    | 2   | 0 | 0 | 2 | 0   | 2  | 7  | −5  |                               |
| 12  | Cyprus        | 2   | 0 | 0 | 2 | 0   | 0  | 6  | −6  |                               |
| 13  | Azerbeidzjan  | 2   | 0 | 0 | 2 | 0   | 1  | 11 | −10 |                               |

1. 1 2  disciplinaire punten: Zwitserland –4, Griekenland –12.

## Loting eliteronde
De loting voor de eliteronde werd gehouden op 8 december 2021 op het UEFA-hoofdkantoor in Nyon. De landen werden verdeeld op basis van de positie en resultaten in de kwalificatiefase. Alle landen die bovenaan eindigden kwamen hoger dan de landen die tweede werden in de groep. Schotland, dat als beste nummer 3 doorging stond onderaan in pot D. Portugal dat een bye kreeg naar de eliteronde stond bovenaan in pot A. Landen die in de eerste ronde bij elkaar in de groep zaten konden niet tegen elkaar loten in de eliteronde.
| Pos | Grp | Team                  | Wed | W | G | V | Ptn | DV | DT | +/− | Seeding |
| --- | --- | --------------------- | --- | - | - | - | --- | -- | -- | --- | ------- |
| 1   | —   | Portugal              | 0   | 0 | 0 | 0 | 0   | 0  | 0  | 0   | Pot A   |
| 2   | 4   | Nederland             | 3   | 3 | 0 | 0 | 9   | 13 | 1  | +12 | Pot A   |
| 3   | 2   | Rusland               | 3   | 3 | 0 | 0 | 9   | 9  | 1  | +8  | Pot A   |
| 4   | 7   | Frankrijk             | 3   | 3 | 0 | 0 | 9   | 8  | 1  | +7  | Pot A   |
| 5   | 12  | Italië                | 3   | 3 | 0 | 0 | 9   | 8  | 1  | +7  | Pot A   |
| 6   | 9   | Turkije               | 3   | 3 | 0 | 0 | 9   | 9  | 3  | +6  | Pot A   |
| 7   | 11  | Kroatië               | 3   | 2 | 1 | 0 | 7   | 10 | 1  | +9  | Pot A   |
| 8   | 8   | België                | 3   | 2 | 1 | 0 | 7   | 12 | 4  | +8  | Pot B   |
| 9   | 6   | Bosnië en Herzegovina | 3   | 2 | 1 | 0 | 7   | 7  | 1  | +6  | Pot B   |
| 10  | 1   | Engeland              | 3   | 2 | 1 | 0 | 7   | 6  | 0  | +6  | Pot B   |
| 11  | 13  | Denemarken            | 3   | 2 | 1 | 0 | 7   | 8  | 3  | +5  | Pot B   |
| 12  | 5   | Oekraïne              | 3   | 2 | 1 | 0 | 7   | 8  | 5  | +3  | Pot B   |
| 13  | 3   | Hongarije             | 3   | 2 | 1 | 0 | 7   | 5  | 2  | +3  | Pot B   |
| 14  | 10  | Georgië               | 3   | 2 | 1 | 0 | 7   | 2  | 0  | +2  | Pot B   |
| 15  | 8   | Spanje                | 3   | 2 | 1 | 0 | 7   | 10 | 3  | +7  | Pot C   |
| 16  | 13  | Tsjechië              | 3   | 2 | 1 | 0 | 7   | 6  | 1  | +5  | Pot C   |
| 17  | 6   | Ierland               | 3   | 2 | 1 | 0 | 7   | 6  | 3  | +3  | Pot C   |
| 18  | 10  | Noorwegen             | 3   | 2 | 0 | 1 | 6   | 8  | 1  | +7  | Pot C   |
| 19  | 4   | Israël                | 3   | 2 | 0 | 1 | 6   | 8  | 4  | +4  | Pot C   |
| 20  | 9   | Roemenië              | 3   | 2 | 0 | 1 | 6   | 7  | 4  | +3  | Pot C   |
| 21  | 5   | Finland               | 3   | 2 | 0 | 1 | 6   | 5  | 3  | +2  | Pot C   |
| 22  | 1   | Zweden                | 3   | 2 | 0 | 1 | 6   | 4  | 3  | +1  | Pot D   |
| 23  | 12  | IJsland               | 3   | 2 | 0 | 1 | 6   | 5  | 5  | 0   | Pot D   |
| 24  | 11  | Armenië               | 3   | 2 | 0 | 1 | 6   | 4  | 4  | 0   | Pot D   |
| 25  | 3   | Oostenrijk            | 3   | 1 | 2 | 0 | 5   | 6  | 2  | +4  | Pot D   |
| 26  | 2   | Duitsland             | 3   | 1 | 1 | 1 | 4   | 6  | 5  | +1  | Pot D   |
| 27  | 7   | Servië                | 3   | 1 | 1 | 1 | 4   | 5  | 5  | 0   | Pot D   |
| 28  | 11  | Schotland             | 3   | 1 | 1 | 1 | 4   | 6  | 4  | +2  | Pot D   |

1. 1 2  disciplinaire punten: Frankrijk −6, Italië −10.

## Eliteronde

### Groep 1
De wedstrijden werden gespeeld tussen 23 en 29 maart 2022 in Hongarije.
| Pos | Team      | Wed | W | G | V | Ptn | DV | DT | +/− | Kwalificatie                      |   | ISR | HUN | SCO | TUR |
| --- | --------- | --- | - | - | - | --- | -- | -- | --- | --------------------------------- | - | --- | --- | --- | --- |
| 1   | Israël    | 3   | 2 | 1 | 0 | 7   | 4  | 1  | +3  | Geplaatst voor het hoofdtoernooi. |   | —   | 0–0 | 1–0 | 3–1 |
| 2   | Hongarije | 3   | 1 | 1 | 1 | 4   | 4  | 2  | +2  |                                   |   | —   | —   | 3–0 | 1–2 |
| 3   | Schotland | 3   | 1 | 0 | 2 | 3   | 2  | 5  | −3  |                                   | — | —   | —   | 2–1 |     |
| 4   | Turkije   | 3   | 1 | 0 | 2 | 3   | 4  | 6  | −2  |                                   | — | —   | —   | —   |     |

### Groep 2
De wedstrijden werden gespeeld tussen 23 en 29 maart 2022 in Frankrijk.
| Pos | Team                  | Wed | W | G | V | Ptn | DV | DT | +/− | Kwalificatie                      |   | FRA | BIH | CZE | SWE |
| --- | --------------------- | --- | - | - | - | --- | -- | -- | --- | --------------------------------- | - | --- | --- | --- | --- |
| 1   | Frankrijk             | 3   | 2 | 0 | 1 | 6   | 7  | 2  | +5  | Geplaatst voor het hoofdtoernooi. |   | —   | 2–1 | 0–1 | 5–0 |
| 2   | Bosnië en Herzegovina | 3   | 2 | 0 | 1 | 6   | 5  | 4  | +1  |                                   |   | —   | —   | 1–0 | 3–2 |
| 3   | Tsjechië              | 3   | 2 | 0 | 1 | 6   | 4  | 2  | +2  |                                   | — | —   | —   | 3–1 |     |
| 4   | Zweden                | 3   | 0 | 0 | 3 | 0   | 3  | 11 | −8  |                                   | — | —   | —   | —   |     |

1. 1 2 3  Frankrijk (2–2) en Bosnië-Herzegovina (2–2) scoorden meer goals in de onderling wedstrijden met Tsjechië (1–1). Frankrijk scoorde vervolgens meer doelpunten in het onderlinge duel met Bosnië (2–1).

### Groep 3
De wedstrijden werden gespeeld tussen 23 en 29 maart 2022 in Engeland.
| Pos | Team     | Wed | W | G | V | Ptn | DV | DT | +/− | Kwalificatie                      |   | ENG | POR | IRL | ARM |
| --- | -------- | --- | - | - | - | --- | -- | -- | --- | --------------------------------- | - | --- | --- | --- | --- |
| 1   | Engeland | 3   | 3 | 0 | 0 | 9   | 9  | 1  | +8  | Geplaatst voor het hoofdtoernooi. |   | —   | 2–0 | 3–1 | 4–0 |
| 2   | Portugal | 3   | 2 | 0 | 1 | 6   | 8  | 3  | +5  |                                   |   | —   | —   | 4–1 | 4–0 |
| 3   | Ierland  | 3   | 1 | 0 | 2 | 3   | 6  | 7  | −1  |                                   | — | —   | —   | 4–0 |     |
| 4   | Armenië  | 3   | 0 | 0 | 3 | 0   | 0  | 12 | −12 |                                   | — | —   | —   | —   |     |

### Groep 4
De wedstrijden werden gespeeld tussen 23 en 29 maart 2022 in Kroatië.
| Pos | Team     | Wed | W | G | V | Ptn | DV | DT | +/− | Kwalificatie                      |   | ROU | ISL | GEO | CRO |
| --- | -------- | --- | - | - | - | --- | -- | -- | --- | --------------------------------- | - | --- | --- | --- | --- |
| 1   | Roemenië | 3   | 2 | 0 | 1 | 6   | 7  | 5  | +2  | Geplaatst voor het hoofdtoernooi. |   | —   | 0–3 | 5–1 | 2–1 |
| 2   | IJsland  | 3   | 1 | 1 | 1 | 4   | 5  | 3  | +2  |                                   |   | —   | —   | 1–1 | 1–2 |
| 3   | Georgië  | 3   | 1 | 1 | 1 | 4   | 3  | 6  | −3  |                                   | — | —   | —   | 1–0 |     |
| 4   | Kroatië  | 3   | 1 | 0 | 2 | 3   | 3  | 4  | −1  |                                   | — | —   | —   | —   |     |

### Groep 5
De wedstrijden werden gespeeld tussen 23 en 29 maart 2022 in Finland.
| Pos | Team      | Wed | W | G | V | Ptn | DV | DT | +/− | Kwalificatie                      |   | ITA | BEL | FIN | GER |
| --- | --------- | --- | - | - | - | --- | -- | -- | --- | --------------------------------- | - | --- | --- | --- | --- |
| 1   | Italië    | 3   | 2 | 1 | 0 | 7   | 8  | 2  | +6  | Geplaatst voor het hoofdtoernooi. |   | —   | 2–0 | 4–0 | 2–2 |
| 2   | België    | 3   | 1 | 1 | 1 | 4   | 5  | 5  | 0   |                                   |   | —   | —   | 3–1 | 2–2 |
| 3   | Finland   | 3   | 1 | 0 | 2 | 3   | 2  | 7  | −5  |                                   | — | —   | —   | 1–0 |     |
| 4   | Duitsland | 3   | 0 | 2 | 1 | 2   | 4  | 5  | −1  |                                   | — | —   | —   | —   |     |

### Groep 6
De wedstrijden werden gespeeld tussen 1 en 6 juni 2022 in Nederland.
| Pos | Team      | Wed | W | G | V | Ptn | DV | DT | +/− | Kwalificatie                      |   | SRB | UKR | NOR | NED |
| --- | --------- | --- | - | - | - | --- | -- | -- | --- | --------------------------------- | - | --- | --- | --- | --- |
| 1   | Servië    | 3   | 2 | 1 | 0 | 7   | 6  | 4  | +2  | Geplaatst voor het hoofdtoernooi. |   | —   | 1–1 | 3–2 | 2–1 |
| 2   | Oekraïne  | 3   | 2 | 1 | 0 | 7   | 6  | 4  | +2  |                                   |   | —   | —   | 3–2 | 2–1 |
| 3   | Noorwegen | 3   | 0 | 1 | 2 | 1   | 5  | 7  | −2  |                                   | — | —   | —   | 1–1 |     |
| 4   | Nederland | 3   | 0 | 1 | 2 | 1   | 3  | 5  | −2  |                                   | — | —   | —   | —   |     |

1. 1 2  Disciplinaire punten: Servië −10, Oekraïne −13.

### Groep 7
De wedstrijden werden gespeeld tussen 23 en 29 maart 2022 in Spanje.
| Pos | Team       | Wed | W | G | V | Ptn | DV | DT | +/− | Kwalificatie                      |   | AUT | ESP | DEN | RUS |
| --- | ---------- | --- | - | - | - | --- | -- | -- | --- | --------------------------------- | - | --- | --- | --- | --- |
| 1   | Oostenrijk | 2   | 1 | 1 | 0 | 4   | 4  | 2  | +2  | Geplaatst voor het hoofdtoernooi. |   | —   | 2–2 | 2–0 | X   |
| 2   | Spanje     | 2   | 0 | 2 | 0 | 2   | 5  | 5  | 0   |                                   |   | —   | —   | 3–3 | X   |
| 3   | Denemarken | 2   | 0 | 1 | 1 | 1   | 3  | 5  | −2  |                                   | — | —   | —   | X   |     |
| 4   | Rusland    | 0   | 0 | 0 | 0 | 0   | 0  | 0  | 0   | Uitgesloten van deelname.         |   | —   | —   | —   | —   |